# Борис Хаджииванов
Борис Петров Хаджииванов е български революционер, деец на Вътрешната добруджанска революционна организация.

## Биография
Борис Хаджииванов е роден през 1889 година в Тулча, Румъния. След като завършва средното си образование в Русе, записва да следва медицина в София. След като завършва, Хаджииванов работи в Александровската болница в София, където се жени за Хераклица Манолова Теохарова (20 декември 1901 – 2 юли 1980) – шапкарска работничка, комунистка, от беден произход.
Борис помага на брат си Иван в борбата на ВДРО за освобождаване на Южна Добруджа. Иван има издадена смъртна присъда в Румъния и в 1924 година Борис е убит в Гюргево погрешно вместо брат си, при опит да бъде арестуван от румънските власти. Иван многократно подпомага финансово жена му Хераклица и единственото ѝ дете Петър Хаджииванов. През 1935 г. детето загива при битова злополука. След 9 септември 1944 г. Хераклица става народен обвинител в Силистра. Жени се за Петър Аржентински, активен борец против фашизма и капитализма, от когото няма деца.

## Семейство
Син е на Петър Иванов Хаджииванов (1850 – † 20 март 1928) и Тонка Винарова (1853 – † 20 февруари 1927). Има по-голям брат Иван Хаджииванов – деен ръководител на борбата за освобождението на Добруджа и две сестри Райна (1885 – ?) и София (1887 – ?).

## Цитирана литература